# Promozione (piłka nożna kobiet)
Promozione – piąta w hierarchii klasa żeńskich ligowych rozgrywek piłkarskich we Włoszech. Stanowi najniższy szczebel rozgrywkowy przed Eccellenza, będąc jednocześnie drugim szczeblem regionalnym (V poziom ligowy). Zmagania w jej ramach toczą się cyklicznie (co sezon) systemem kołowym i przeznaczone są dla włoskich klubów piłkarskich, podzielonych na grupy według położenia geograficznego. Czołowe drużyny Promozione uzyskują awans do Eccellenza. Zarządzana przez Lega Nazionale Dilettanti (LND).

## Historia
19 lipca 2018 roku w wyniku reorganizacji systemu lig włoskiej piłki nożnej kobiet został organizowany piąty poziom regionalny o nazwie Promozione, który stanowił drugi poziom rozgrywek regionalnych. Zwycięzcy z grup regionalnych awansują do Eccellenza.
Rozgrywki organizowano w grupach regionalnych:
- Piemont – Dolina Aosty – Liguria
- Lombardia
- Wenecja Euganejska – Friuli-Wenecja Julijska
- Trydent-Górna Adyga
- Emilia-Romania
- Toskania
- Lacjum
- Abruzja – Molise
- Basilicata
- Marche
- Kalabria
- Sycylia